# Gräshätting
Gräshätting (Galerina praticola) är en svampart som först beskrevs av F.H. Møller, och fick sitt nu gällande namn av Peter D. Orton 1960. Enligt Catalogue of Life ingår Gräshätting i släktet Galerina,  och familjen Strophariaceae, men enligt Dyntaxa är tillhörigheten istället släktet Galerina,  och familjen buktryfflar. Arten är reproducerande i Sverige. Inga underarter finns listade i Catalogue of Life.